# Bilderbergconferentie 1977
De Bilderbergconferentie van 1977 werd gehouden van 22 t/m 24 april 1977 in het Paramount Imperial Hotel in Torquay, Engeland. Vermeld zijn de officiële agenda indien bekend, alsmede namen van deelnemers indien bekend. Achter de naam van de opgenomen deelnemers staat de hoofdfunctie die ze op het moment van uitnodiging uitoefenden.

## Agenda
- North American and Western European attitudes towards: (Noord-Amerikaanse en westerse opstelling ten aanzien van:)
- The future of the mixed economies in the Western democracies (De toekomst van de gemengde economieën van de westerse democratieën)
- The Third World's demand for restructuring the world order and the political implications of these attitudes  (De vraag naar herstructurering van de wereldorde vanuit de Derde Wereld en de politieke implicaties van deze houding)

## Deelnemers
- Nederland - Prinses Beatrix, kroonprinses der Nederlanden, voorzitter
- Nederland - Ernst van der Beugel, Nederlands emeritus hoogleraar Internationale Betrekkingen RU Leiden

1954 ·
1955 (1) ·
1955 (2) ·
1956 ·
1957 (1) ·
1957 (2) ·
1958 ·
1959 ·
1960 ·
1961 ·
1962 ·
1963 ·
1964 ·
1965 ·
1966 ·
1967 ·
1968 ·
1969 ·
1970 ·
1971 ·
1972 ·
1973 ·
1974 ·
1975 ·
(1976) ·
1977 ·
1978 ·
1979 ·
1980 ·
1981 ·
1982 ·
1983 ·
1984 ·
1985 ·
1986 ·
1987 ·
1988 ·
1989 ·
1990 ·
1991 ·
1992 ·
1993 ·
1994 ·
1995 ·
1996 ·
1997 ·
1998 ·
1999 ·
2000 ·
2001 ·
2002 ·
2003 ·
2004 ·
2005 ·
2006 ·
2007 ·
2008 ·
2009 ·
2010 ·
2011 ·
2012 ·
2013 ·
2014 ·
2015 ·
2016 ·
2017 ·
2018 ·
2019 ·
2020 ·
2021 ·
2022 ·
2023